# أيزاياه أوليفر
أيزاياه أوليفر (بالإنجليزية: Isaiah Oliver)‏ هو لاعب كرة قدم أمريكية شمالية ‏ أمريكي، ولد في 30 سبتمبر 1996 في فينيكس في الولايات المتحدة.